# Мили и слатки, мој Ђокице
„Мили и слатки, мој Ђокице” је југословенска кратка ТВ комедија из 2000. године. Режирао ју је Чедомир Петровић, који је написао и сценарио по делу Бранислава Нушића.

## Улоге
| Глумац                 | Улога                                |
| ---------------------- | ------------------------------------ |
| Миодраг Петровић Чкаља | Ђорђе (као Миодраг „Чкаља” Петровић) |
| Мира Бањац             | Марија                               |
| Јована Петровић        | Јасна                                |